# GPR83
GPR83, G protein-spregnuti receptor 83, je protein koji je kod čoveka kodiran GPR83 genom.

## Literatura
1. ↑  Parker R, Liu M, Eyre HJ, Copeland NG, Gilbert DJ, Crawford J, Sutherland GR, Jenkins NA, Herzog H (2000). „Y-receptor-like genes GPR72 and GPR73: molecular cloning, genomic organisation and assignment to human chromosome 11q21.1 and 2p14 and mouse chromosome 9 and 6”. Biochim Biophys Acta. 1491 (1-3): 369—75. PMID 10760605.
2. ↑  De Moerlooze L, Williamson J, Liners F, Perret J, Parmentier M (2000). „Cloning and chromosomal mapping of the mouse and human genes encoding the orphan glucocorticoid-induced receptor (GPR83)”. Cytogenet Cell Genet. 90 (1-2): 146—50. PMID 11060465. doi:10.1159/000015650.
3. ↑  „Entrez Gene: GPR83 G protein-coupled receptor 83”. PMID 10888.

## Dodatna literatura
- Nagase T; Kikuno R; Ishikawa K;  . (2000). „Prediction of the coding sequences of unidentified human genes. XVII. The complete sequences of 100 new cDNA clones from brain which code for large proteins in vitro.”. DNA Res. 7 (2): 143—50. PMID 10819331. doi:10.1093/dnares/7.2.143.
- Strausberg RL; Feingold EA; Grouse LH;  . (2003). „Generation and initial analysis of more than 15,000 full-length human and mouse cDNA sequences.”. Proc. Natl. Acad. Sci. U.S.A. 99 (26): 16899—903. PMC 139241 . PMID 12477932. doi:10.1073/pnas.242603899.
- Hansen W; Loser K; Westendorf AM;  . (2006). „G protein-coupled receptor 83 overexpression in naive CD4+CD25- T cells leads to the induction of Foxp3+ regulatory T cells in vivo.”. J. Immunol. 177 (1): 209—15. PMID 16785516.